# Thomas Flegler

a Compétitions nationales et continentales officielles uniquement.

b Matchs officiels uniquement.
Thomas Flegler, né le 19 août 1999 à Innisfail (Australie), est un joueur australien de rugby à XIII, évoluant au poste de pilier ou de troisième ligne dans les années 2010 et 2020.
Natif du Queensland, il se forme au sein des Brisbane Broncos et fait ses débuts en National Rugby League lors de la saison 2019 où il devient titulaire au poste de pilier. Il participe à la finale perdue contre les Penrith Panthers en 2023. Il s'engage ensuite pour la nouvelle franchise des Dolphins mais retarde ses débuts en raison d'une grave blessure à l'épaule en 2024 dont il se remet difficilement.
En sélection, il est rapidement remarqué par la sélection du Queensland, permettant à Thomas Flegler de remporter la série de 2023. En équipe d'Australie, il connaît sa première et seule sélection en 2023.

## Palmarès
- Collectif : 
  - Vainqueur du State of Origin : 2023 (Queensland).
  - Finaliste de la National Rugby League : 2023 (Brisbane).

### Détails en club
| Saison | Saison   | Championnat | Championnat | Championnat | Championnat | Championnat | Championnat | Championnat | State of Origin | State of Origin | State of Origin | State of Origin | State of Origin | State of Origin | State of Origin | Sélection | Sélection | Sélection | Sélection | Sélection | Sélection | Sélection |
| Saison | Saison   | Comp.       | Class.      | M           | Pts         | Ess.        | Buts        | Dp.         | Ed.             | Rés.            | M               | Pts             | Ess.            | Buts            | Dp.             | Compet.   | M         | Pts       | Ess.      | Buts      | Dp.       |           |
| ------ | -------- | ----------- | ----------- | ----------- | ----------- | ----------- | ----------- | ----------- | --------------- | --------------- | --------------- | --------------- | --------------- | --------------- | --------------- | --------- | --------- | --------- | --------- | --------- | --------- | --------- |
| 2019   | Brisbane | NRL         | 1er tour    | 23          | 4           | 1           | -           | -           |                 |                 |                 |                 |                 |                 |                 |           |           |           |           |           |           |           |
| 2020   | Brisbane | NRL         | 16e         | 13          | -           | -           | -           | -           |                 |                 |                 |                 |                 |                 |                 |           |           |           |           |           |           |           |
| 2021   | Brisbane | NRL         | 14e         | 20          | 4           | 1           | -           | -           | 2021            | Perdant         | 1               | -               | -               | -               | -               |           |           |           |           |           |           |           |
| 2022   | Brisbane | NRL         | 9e          | 18          | -           | -           | -           | -           |                 |                 |                 |                 |                 |                 |                 |           |           |           |           |           |           |           |
| 2023   | Brisbane | NRL         | Finaliste   | 22          | 12          | 3           | -           | -           | 2023            | Vainqueur       | 2               | -               | -               | -               | -               |           | 1         | -         | -         | -         | -         |           |
| 2024   | Dolphins | NRL         | 10e         | 4           | 4           | 1           | -           | -           |                 |                 |                 |                 |                 |                 |                 |           |           |           |           |           |           |           |
| 2025   | Dolphins | NRL         |             | 0           | -           | -           |             |             |                 |                 |                 |                 |                 |                 |                 |           |           |           |           |           |           |           |